# Hariyanvi
Hariyanvi är ett indoariskt språk, med tretton miljoner talare (1992). Det talas i Haryana, Rajasthan, Punjab, Karnataka, Delhi, Himachal Pradesh och Uttar Pradesh. Språket talas av personer av alla åldrar. En del talare använder också hindi.